# Mussahi (huyện)
Musayi là một huyện thuộc tỉnh Kabul, Afghanistan. Dân số thời điểm năm 1999 là 20,825 người.